# Arthonia digitatae
Arthonia digitatae är en lavart som beskrevs av Joseph Hafellner. 
Arthonia digitatae ingår i släktet Arthonia och familjen Arthoniaceae. Arten är reproducerande i Sverige.